# Cryptoblepharus aldabrae
Cryptoblepharus aldabrae (альдабранський змієокий сцинк) — вид сцинкоподібних ящірок родини сцинкових (Scincidae). Ендемік Сейшельських Островів.

## Поширення і екологія
Альдабранські змієокі сцинки мешкають на коралових островах Альдабра, Успіння, Астов, Пікард, Космоледо і Сен-П'єр в групі Зовнішніх Сейшельських островів. Вони живуть як на морських узбережжях так і в садах подалі від зони припливу.

## Збереження
МСОП класифікує цей вид як вразливий. Cryptoblepharus aldabrae загрожує підвищення рівня моря.